# Linia komórkowa
Linia komórkowa – kultura dzielących się komórek powstałych z podziału komórki (w praktyce więcej niż jednej) wyselekcjonowanej z organizmu wielokomórkowego. 
Do najbardziej znanych linii komórkowych należą linie powstałe z około 60 rodzajów nowotworów złośliwych, przechowywane przez National Cancer Institute; wśród nich również linia HeLa. Służą one między innymi do badań mechanizmów leżących u podstawy złośliwości nowotworów oraz umożliwiają testowanie nowych leków. Według obecnego stanu wiedzy linie komórek nowotworowych są ciągłe („nieśmiertelne”), to znaczy mogą przechodzić nieskończenie wiele podziałów, jednak ze względu na wysoką niestabilność genetyczną nowotworów po kilkunastu latach pasażowania komórki zmieniają swoje pierwotne właściwości (fenotyp).